# Качеганово
Качеганово (баш. Көсөгән) — село в Миякинском районе Башкортостана, административный центр Качегановского сельсовета.

## Население
| 2002 | 2009 | 2010 |
| ---- | ---- | ---- |
| 603  | ↘595 | ↘558 |

По переписи 1917 года в деревне проживало 1466 башкирf в сословии припущенников

## История
Деревня Качеганово при одноименной речке была известна до 1770 г. как поселение вотчинников Кульили-Минской волости. Здесь проживали сотник Бузан Смаков, рядовые башкиры Алдыргуш Атменев, Тлеумбет Дербышев, Азнай Тимашев (Таймасов), Шункар Назаров и другие. После припуска сюда башкир Сарали-Минской волости по договорной записи от 16 сентября 1770 г. «всего сорокью дворами» и одного двора ясачного татарина из деревень Аитово, Дюсян, Рахмангулово, Каркалы вотчинники оказались в других селениях. С тех пор Качеганово — только припущенническое поселение. Из кроме названных сел, здесь жили и выходцы из д. Слаклыбаш (их было 11 мужчин в 1856 г.), которые обосновались ранее первых припущенников, примерно в 1766 г.
В 1795 г. в 23 дворах взято на учет 145 башкир-припущенников. В 1816 г. было 156, в 1834 г. - 254, в 1850 г. - 283, в 1859 г. — 364 души мужского пола. Здесь были башкиры (8 человек в 1834 г.) из Стерлитамакского уезда и выходцы из-за границы: в 1815 г. сюда прибыли Сайфутдин Абдулменев, Мухтар Абдрашитов (сыновья Сагатдин, Шайхутдин). 2 семьи в 1825 г. выехало в д. Каязы Чистопольского уезда Казанской дороги. В 1870 г. было 740, в 1917 г. — 1466, в 1920 г. — 1252 башкира. Уменьшение количества дворов и жителей свидетельствует об основании ими дочернего селения.
В 1834 г. на 466 человек засеяли 256 пудов озимого и 1624 пуда ярового хлеба. Имели 2 мельницы. К 1917 г. на 262 двора приходилось пашни в 1238 десятин, из них 113 хозяйств имело до 4 десятин, 64 — до 10, 29 — до 15, 13 — свыше 5 десятин.

## Географическое положение
Протекает река Уязы.
Расстояние до:
- районного центра (Киргиз-Мияки): 19 км,
- ближайшей ж/д станции (Аксёново): 57 км.

## Школа
Средняя школа в селе Качеганово основана в 1975 году. Первым директором стал Гарифуллин Иршат Шакирович.

## Религия
В селе есть мечеть.